# Requiem for a Dream
Requiem for a Dream (Réquiem por un sueño en España y México, Réquiem para un sueño en Argentina) es una película de drama psicológico estadounidense del año 2000, basada en la novela homónima de Hubert Selby Jr de 1978. Fue dirigida por Darren Aronofsky y protagonizada por Ellen Burstyn, Jared Leto, Jennifer Connelly y Marlon Wayans. La película muestra a cuatro personajes afectados por la adicción a las drogas y cómo ésta altera sus estados físicos y emocionales. Sus adicciones hacen que queden aprisionados en un mundo de engaño y desesperación. A medida que avanza la película, cada personaje se deteriora y sus delirios se hacen añicos por la dura realidad de sus situaciones, lo que resulta en una catástrofe.
La novela de Selby fue adquirida por Aronofsky y el productor Eric Watson. Selby siempre tuvo la intención de adaptar la novela a una película y había escrito un guion años antes de que Aronofsky se acercara a él. Aronofsky estaba entusiasmado con la historia y desarrolló el guion con Selby, a pesar de las dificultades iniciales para obtener financiación para la producción de la película. Él y el elenco hablan de que la película trata sobre las adicciones en general, y no sólo las drogas, y cómo los intentos de uno por cumplir sus sueños pueden alimentar una adicción con un tema de soledad y evitación de la realidad de diferentes maneras. La fotografía principal se llevó a cabo en Brooklyn , Nueva York , de abril a junio de 1999. Durante el proceso de postproducción , la música fue compuesta por Clint Mansell mientras Jay Rabinowitz trabajaba en la edición.
La película se estrenó en el Festival de Cine de Cannes de 2000, seleccionada como entrada fuera de la competición oficial, seguida del estreno en cines de Estados Unidos el 6 de octubre de 2000, por Artisan Entertainment. La película fue una decepción de taquilla , recaudando 7 millones de dólares frente a un presupuesto de 4 millones de dólares. Sin embargo, recibió una respuesta positiva de la crítica. El estilo visual, la dirección, el guion, la edición, la partitura musical, el reparto, la profundidad emocional y los temas de la película fueron elogiados, y Burstyn recibió nominaciones en los Premios Óscar y en los Globos de Oro por su exigente interpretación.

## Argumento
La película cuenta la historia de Harry Goldfarb (Jared Leto), su madre Sara Goldfarb (Ellen Burstyn), su novia Marion Silver (Jennifer Connelly) y su amigo Tyrone C. Love (Marlon Wayans). La historia se divide en tres estaciones: verano, otoño e invierno.
La historia comienza en verano con Sara, una viuda que vive en un departamento de Brighton Beach, Brooklyn. Sara pasa la mayor parte del tiempo sentada frente al televisor viendo anuncios y un programa de concursos. Su otro entretenimiento es la comida, la cual la ha dejado (según ella) con sobrepeso. Su hijo Harry solo va a su apartamento para empeñar el televisor, y de esta manera financiar su adicción a la heroína.
Cuando la madre de Harry recibe una supuesta llamada del estudio televisivo Malin & Block, su vida cambia completamente. Ella cree que fue invitada para participar en su programa de concursos favorito. Sara comienza una dieta con el fin de que le vuelva a quedar su vestido rojo (el cual utilizó años atrás, en la graduación de Harry) para lucir elegante en televisión. Sin embargo, la dieta no la convence y, recomendada por una amiga, acude a un dudoso doctor, el cual le receta unas pastillas para adelgazar, las cuales Sara comienza a tomar (sin ser consciente de que son anfetaminas) para acelerar el proceso. Harry, en una visita, se da cuenta de la causa del extraño comportamiento de su madre (una especie de euforia y bruxismo) y le pide que deje de tomar las pastillas. Sara le explica que la muerte del padre de Harry y su soledad la afectaron demasiado, y que bajar de peso para ponerse su vestido rojo se ha convertido en la única razón de vivir para ella.
Mientras tanto, Harry y Tyrone comienzan a trabajar como narcotraficantes. Harry y Marion planean abrir una tienda con el dinero que ganen para vender sus diseños. Tyrone, por otro lado, ve este éxito como una oportunidad para salir de la dura vida en las calles.
Cuando llega el otoño, Sara se hace más dependiente de sus pastillas y duplica su dosis, con lo que comienza a alucinar. En algunas alucinaciones se ve como invitada del programa de televisión. Por otro lado, Tyrone es arrestado, mientras que Brody, quien les suministraba la droga, es asesinado por una banda rival. Harry y Marion utilizan el dinero ahorrado para sacar a Tyrone de la cárcel. Con el pasar de los meses, se hace más difícil el comercio de drogas sin alguien que las suministre. Además, la relación entre Harry y Marion empeora cuando se olvidan de sus planes futuros por falta de droga.
Tyrone recibe información sobre un cargamento de droga que llegaría en Navidad, por lo que decide ir junto a Harry para comprar. Cuando llega, se inician unos disturbios y el distribuidor huye junto a la droga. Mientras tanto, Marion destruye sus diseños y algunos objetos de la casa como resultado de un síndrome de abstinencia.
Sara, quien ha aumentado sus dosis de pastillas, sufre alucinaciones cada vez más intensas. En sus visiones, el presentador del programa, las edecanes e incluso una imagen de ella misma, se burlan de su estado. Además, ve cómo el refrigerador, convertido en una especie de monstruo, intenta atraparla. Sara pierde la razón y sale de su casa en dirección al estudio de televisión para saber por qué aún no la han llamado.
Durante el invierno, Harry y Tyrone viajan a Florida, con la esperanza de encontrar drogas de manera más fácil. Harry descubre que su brazo se ha infectado debido a las inyecciones que se aplicaba. Cuando el estado de salud de Harry empeora, deciden ir a un hospital para recibir ayuda. El doctor se da cuenta de la adicción que sufren ambos y llama a la policía.
Mientras tanto, Marion visita a Big Tim (Keith David), quien le entregará droga a cambio de sexo. Tras recibir la heroína, Big Tim le informa de una fiesta el domingo, donde podrá recibir más droga.
Sara es hospitalizada en una clínica de salud mental. En el hospital es atendida de manera indiferente por los funcionarios. Un doctor intenta comunicarse con ella, pero es incapaz de formular frases coherentes.
El clímax de la historia muestra cómo los sueños de cada personaje colapsan y se convierten en finales trágicos cuando se meten al mundo de las drogas. El brazo de Harry es amputado debido a que su infección se transformó en gangrena y al saber que Marion no ira a visitarlo rompe en llanto; Sara recibe una terapia de electroshock que termina alejándola de la realidad; Tyrone permanece en la cárcel, donde debe trabajar y recibir los insultos de los guardias; y Marion va a la fiesta de Big Tim, donde practica sexo anal con otra mujer mientras un grupo de hombres las rodean y de esta forma deja su vocación de ser una diseñadora de moda.
Cada personaje, perdido en la miseria, se pone en posición fetal. En la última alucinación de Sara, podemos ver que ella gana el gran premio del programa y se encuentra a Harry allí, ahora Harry es un hombre de negocios exitoso y comprometido con Marion. Sara y Harry se abrazan y se dicen uno al otro lo mucho que se quieren, mientras la multitud del programa los aplaude.

## Reparto
| Actor/Actriz         | Personaje             |
| -------------------- | --------------------- |
| Ellen Burstyn        | Sara Goldfarb         |
| Jared Leto           | Harry Goldfarb        |
| Jennifer Connelly    | Marion Silver         |
| Marlon Wayans        | Tyrone C. Love        |
| Christopher McDonald | Tappy Tibbons         |
| Mark Margolis        | Mr. Rabinowitz        |
| Sean Gullette        | Arnold, el psiquiatra |
| Louise Lasser        | Ada                   |
| Marcia Jean Kurtz    | Rae                   |
| Keith David          | Big Tim               |
| Dylan Baker          | Doctor Southern       |
| Ajay Naidu           | El cartero            |
| Ben Shenkman         | Dr. Spencer           |

## Recepción

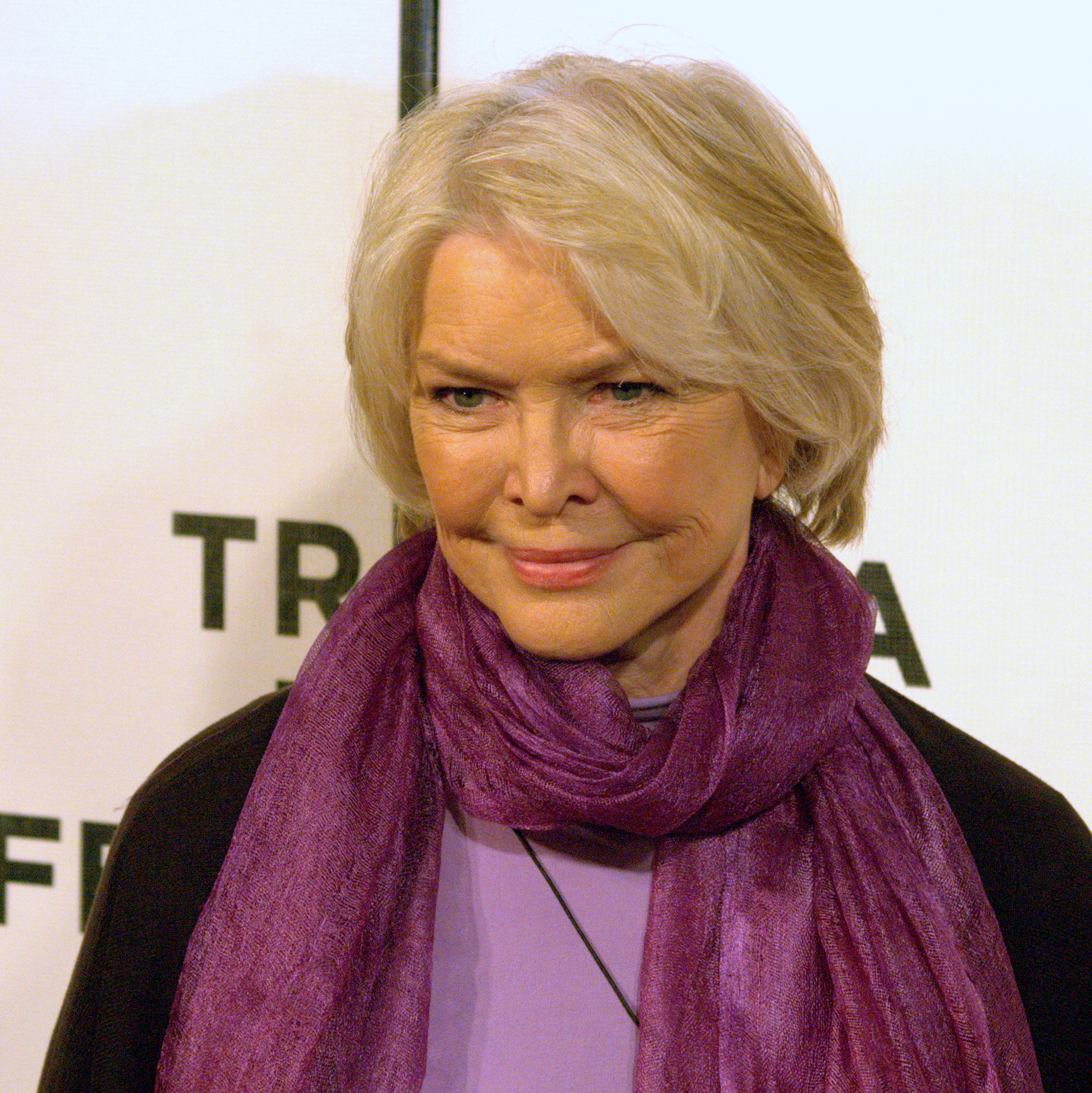
La interpretación de Ellen Burstyn como Sara Goldfarb recibió elogios de la crítica y le valió múltiples reconocimientos, entre ellos, nominaciones en los Premios Óscar y Globos de Oro.

Requiem for a Dream obtuvo en general una respuesta positiva por parte de la crítica cinematográfica. La película posee un 78% de comentarios "frescos" en el sitio web Rotten Tomatoes, basado en un total de 131 críticas, y una puntuación de 68/100 en Metacritic. Roger Ebert del periódico Chicago Sun-Times destacó el trabajo de Aronofsky, sobre todo la forma en que filmó los estados mentales de sus personajes: "Cuando se drogan, una ventana se abre brevemente a un mundo donde todo está bien. Luego se cierra, y la vida se reduce a la búsqueda del dinero y las drogas para abrirla de nuevo. Ninguna otra cosa es remotamente tan interesante". Elvis Mitchell de The New York Times escribió: "El descaro del cineasta es en realidad una declaración personal, una marca de dinamismo que no es solo técnica para sus propios fines explosivos, sino que es parte integral de la narración".
En 2008, la revista Empire llevó a cabo una encuesta entre lectores y críticos de cine para seleccionar las 500 mejores películas de todos los tiempos, y Requiem for a Dream fue ubicada en el puesto 238. Además, se encuentra dentro de las 250 películas mejor evaluadas por los usuarios del sitio web Internet Movie Database.

## Premios
| Año  | Premio                                     | Categoría                        | Receptor(es)              | Resultado |
| ---- | ------------------------------------------ | -------------------------------- | ------------------------- | --------- |
| 2009 | Austin Film Critics Association            | Mejor película de la década      | Requiem for a dream       | Nominada  |
| 2001 | Premios Óscar                              | Óscar a la mejor actriz          | Ellen Burstyn             | Nominada  |
| 2001 | Premios Globo de Oro                       | Mejor actriz - Drama             | Ellen Burstyn             | Nominada  |
| 2001 | Kansas City Film Critics Circle Awards     | Mejor actriz - Drama             | Ellen Burstyn             | Ganadora  |
| 2001 | Premios Satellite                          | Mejor actriz en película - Drama | Ellen Burstyn             | Ganadora  |
| 2001 | Florida Film Critics Circle Awards         | Mejor actriz                     | Ellen Burstyn             | Ganadora  |
| 2001 | Premios Independent Spirit                 | Mejor película                   | Eric Watson y Palmer West | Nominados |
| 2001 | Premios Independent Spirit                 | Mejor director                   | Darren Aronofsky          | Nominado  |
| 2001 | Premios Independent Spirit                 | Mejor actriz                     | Ellen Burstyn             | Ganadora  |
| 2001 | Premios Independent Spirit                 | Mejor actriz de reparto          | Jennifer Connelly         | Nominada  |
| 2001 | Premios Independent Spirit                 | Mejor fotografía                 | Matthew Libatique         | Nominado  |
| 2001 | Premios del Sindicato de Actores           | Mejor actriz protagonista        | Ellen Burstyn             | Nominada  |
| 2001 | Dallas-Fort Worth Film Critics Association | Mejor Actriz                     | Ellen Burstyn             | Nominada  |
| 2001 | Premios Saturn                             | Mejor actriz                     | Ellen Burstyn             | Nominada  |
| 2001 | Premios Saturn                             | Mejor película de terror         | Requiem for a Dream       | Nominada  |
| 2000 | Festival de Estocolmo                      | Mejor Actriz                     | Ellen Burstyn             | Ganadora  |

## Particularidades
- El tema musical “ Lux Aeterna ” de Clint Mansell , grabado entre otros del Cuarteto Kronos , gracias a su alta memorabilidad y su importante función dramatúrgica en la película, se estrenó en dos estrenos y fue utilizado varias veces en tráileres de otras películas (entre ellas El Señor de los Anillos: Las Dos Torres).
- El estudio de producción Artisan Entertainment se negó a editar la película, por lo que la MPAA de EE. UU. no le otorgó la calificación juvenil.
- El montaje de hip-hop es una especie de marca registrada de Darren Aronofsky. Las imágenes significativas y repetidas se muestran en cortes cortos, a menudo más rápidos, y se combinan con ruidos coincidentes, a menudo fuertes. Vistos individualmente, parecen sobrios y prácticos, pero en rápida sucesión crean una impresión de trance. En Réquiem por un sueño hay alrededor de 2000 cortes ; el rango normal es de 600 a 700. El efecto a menudo se ve reforzado por perspectivas de cámara inusuales , como la llamada Snorricam .
- Jared Leto dice que se hizo amigo de verdaderos adictos de Nueva York para prepararse para su papel.
- En dos tomas de cámara consecutivas, se puede ver a Jennifer Connelly agachada en la bañera a vista de pájaro; la siguiente toma muestra su rostro sumergido en el agua, soltando un grito. Estas tomas adoptadas con precisión representan el homenaje de Aronofsky a la película Perfect Blue.
- El final de la película recuerda a la película Midnight Cowboy de 1969. Allí también, dos amigos socialmente fracasados, interpretados por Dustin Hoffman y Jon Voight, viajan de Nueva York a Florida al final de la película con la esperanza de una vida mejor. Esto también falla debido a la enfermedad del más débil Rizzo (Hoffman), quien muere durante el viaje.